# Monhystera parelegantula
Monhystera parelegantula is een rondwormensoort uit de familie van de Monhysteridae. De wetenschappelijke naam van de soort is voor het eerst geldig gepubliceerd in 1943 door De Coninck.